# 바르바라 마이어
바르바라 마이어(Barbara Meier, 1986년 7월 25일 ~ )는 독일의 모델, 배우이다. 도전! 슈퍼모델 독일판 시즌 2 우승자이다.